# 三国防波堤灯台
三国防波堤灯台（みくにぼうはていとうだい）は、福井県坂井市の福井港三国区に立つ白色コンクリート造の小型灯台。

## 歴史
- 1971年（昭和46年）3月29日 初点灯
- 2011年（平成23年）9月27日 灯台灯質等変更（LD管制器撤去、LED灯器（V型緑）連成不動単閃緑光　毎4秒に1閃光[1]）

## 付近の観光地・施設
- 福井港
- 三国防波堤南西方照射灯
- 雄島灯台
- 東尋坊
- 雄島